# France Dougnac
Pour les articles homonymes, voir Dougnac.
France Dougnac, née le 10 juin 1951 à Toulouse et morte le 4 juillet 2018 à Mamers, est une actrice française.

## Biographie
France Dougnac est née dans une famille d'artistes. Ses parents étaient danseurs, puis mimes, avant de devenir marionnettistes et de fonder la Compagnie de marionnettistes Mathilde et Paul Dougnac, ce qui l'amène à voyager avec eux en Europe. Son frère Michel, compositeur, rejoint la troupe familiale en 1971. En 1979, la compagnie devient une association sous le nom d’Atelier de Création de Marionnettes Dougnac, et s’installe à La Celle-Saint-Cloud.
France Dougnac suit ses études secondaires au Cours Hattemer dans le 8e arrondissement de Paris puis, voulant devenir comédienne, suit les cours de Tania Balachova. À 16 ans, elle monte sur les planches au Festival de  Marvejols où elle joue le rôle d'un lutin dans deux pièces de Federico García Lorca. Elle est ensuite engagée, à l'âge de dix-huit ans, pour jouer un épisode de la série Les Cent Livres, de Nat Lilienstein.
En 1971, elle devient une vedette de la télévision avec huit adaptations télévisées dans lesquelles elles joue le rôle principal diffusées cette année-là dont Nausicaa d'Agnès Varda.
Grâce notamment à ses rôles dans des feuilletons et téléfilms, France Dougnac fut, au même titre que Muriel Baptiste, Lyne Chardonnet, Paloma Matta, Yolande Folliot, l'une des « petites fiancées de la télévision », qui étaient de jeunes premières ingénues ou de caractère, engagées lors de la période de l'ORTF, dans les années 1960 et 1970. Durant l'année 1973, elle est la vedette de trois feuilletons Pour une poignée d'herbe sauvages, Le neveu d'Amérique et La mer est grande.
Elle ne parvient pas à s'imposer au cinéma après des débuts remarqués dans Les Mal Partis en 1977. Elle tourne avec Patrick Dewaere en 1979 dans Coup de tête. Interviewée par le magazine première, elle donnera comme explication de son insuccès au cinéma : J'ai eu un enfant au moment où il ne fallait pas.
Après une carrière d'une quinzaine d'années à la télévision, et d'une vingtaine d'années au cinéma, dont Les Pétroleuses où elle est la jeune sœur de Brigitte Bardot, elle disparaît du petit écran en 1985 et du grand en 1988. Elle se consacre alors au Théâtre national populaire (TNP). Elle prend sa retraite en 2010[réf. nécessaire].

### Vie privée
Le 15 juin 1974, elle se marie avec Antoine Minkowski, fils du professeur Alexandre Minkowski, puis le couple divorce le 6 juin 1978. Elle se remarie le 8 juillet 1980 avec le réalisateur Louis-Pascal Couvelaire.
France Dougnac meurt le 4 juillet 2018. Sa mort est rendue publique lors de l'hommage de la 44e cérémonie des César en 2019.

## Filmographie

### Cinéma
- 1971 : Les Pétroleuses de Christian-Jaque : Elizabeth
- 1973 : Le Concierge de Jean Girault : Véronique Foraz
- 1974 : Impossible... pas français de Robert Lamoureux : Catherine
- 1976 : Les Mal Partis de Sébastien Japrisot : Sœur Clotilde
- 1977 : Une fille cousue de fil blanc de Michel Lang : Claire
- 1978 : L'Horoscope de Jean Girault : Fabienne Rousseau
- 1979 : Coup de tête de Jean-Jacques Annaud : Stéphanie
- 1980 : Alors heureux ? de Claude Barrois : France
- 1985 : Gros Dégueulasse de Bruno Zincone : la jeune mère à la pharmacie
- 1988 : Juillet en septembre de Sébastien Japrisot : Dottie

### Télévision
- 1971 : Le fusil de chasse de Jean-Jacques Lagrange : Delphine
- 1971 : Yvette de Jean-Pierre Marchand : Yvette
- 1971 : Nausicaa d'Agnès Varda : Agnès
- 1972 : Irma la douce de Paul Paviot : Une fille de joie
- 1972 : Les Cent Livres de Nat Lilienstein (épisode : Les souffrances du jeune Werther) : Charlotte
- 1972 : La Malle de Hambourg de Bernard Hecht : Anne-Marie Clovis
- 1972 : Pouchkine (d'après l'œuvre d'Henri Troyat), téléfilm de Jean-Paul Roux : Nathalie
- 1973 : Pour une poignée d'herbe sauvages ou Les sauvagines  de Jacques Villa  4 épisodes : Maguelonne Boisset
- 1973 : Le neveu d'Amérique de Pierre Gaspard-Huit : Béatrice Fourcaux
- 1973 : Freya des sept îles de Jean-Pierre Gallo :  Freya Nielsen
- 1973 : La mer est grande de Philippe Condroyer : Nancy Guehenno
- 1973 : Le Mauvais de Paul Paviot : Lucille
- 1974 : Président Faust de Jean Kerchbron : Marguerite
- 1974 : À vos souhaits... la mort de François Chatel : Laura
- 1975 : Le Péril bleu de Jean-Christophe Averty : Marie-Thérèse
- 1975 : La Chasse aux hommes de Lazare Iglesis : Angelique de Virbone
- 1976 : To bix or not to bix de Jean-Christophe Averty : Lucky Fortunia
- 1978 : Madame Ex de Michel Wyn : Odile
- 1978 : Docteur Erika Werner (feuilleton en 6 épisodes) de Paul Siegrist, d'après le roman D'Heinz Konsalist : Patricia Ratenaux
- 1978 : Une femme, une époque (épisode : Anna Pavlova) : Anna Pavlova
- 1978 : Gaston Phébus de Jacques Armand et Bernard Borderie : Marguerite
- 1980 : La grande chasse de Jean Sagols : Hortense
- 1980 : Opération Trafics (série TV de 6 épisodes) : Muriel
- 1984 : Série noire : Un chien écrasé de Daniel Duval : Juliette
- 1984 : Le Brin de muguet de Jean-Claude Morin : Marie
- 1985 : Fugue en femme majeure de Patrick Villechaize : Judy